# دي دي مايرز
دي دي مايرز (بالإنجليزية: Dee Dee Myers) (و. 1961 – م) هي صحفية الرأي، وعالمة سياسة، وكاتبة من الولايات المتحدة الأمريكية .
تولت منصب السكرتير الصحفي للبيت الأبيض (1993-01-20–1994-12-22)، وموظف مدني .وهي عضوة في الحزب الديمقراطي الأمريكي .

## روابط خارجية
- دي دي مايرز على موقع IMDb (الإنجليزية)
- دي دي مايرز على موقع إن إن دي بي (الإنجليزية)
- دي دي مايرز على موقع قاعدة بيانات الفيلم (الإنجليزية)